# Haus der Geschichte

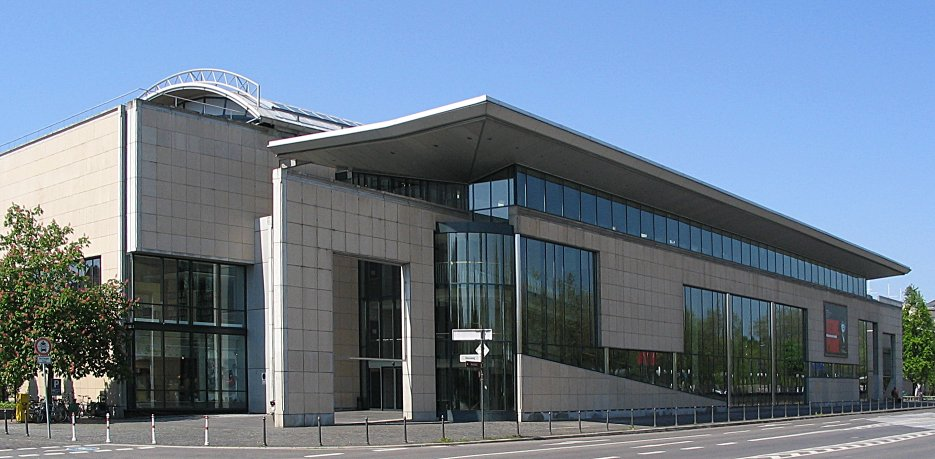
Haus der Geschichte i Bonn, 2005.

Haus der Geschichte, egentligen Haus der Geschichte der Bundesrepublik Deutschland (ungefär: Huset för Förbundsrepubliken Tysklands historia) är ett nutidshistoriskt museum i Bonn i Tyskland. Museet är en stiftelse som är med 850 000 besökare årligen ett av Tysklands mest besökta museer. Haus der Geschichte har en filial i Leipzig, Zeitgeschichtliches Forum Leipzig.

## Historik

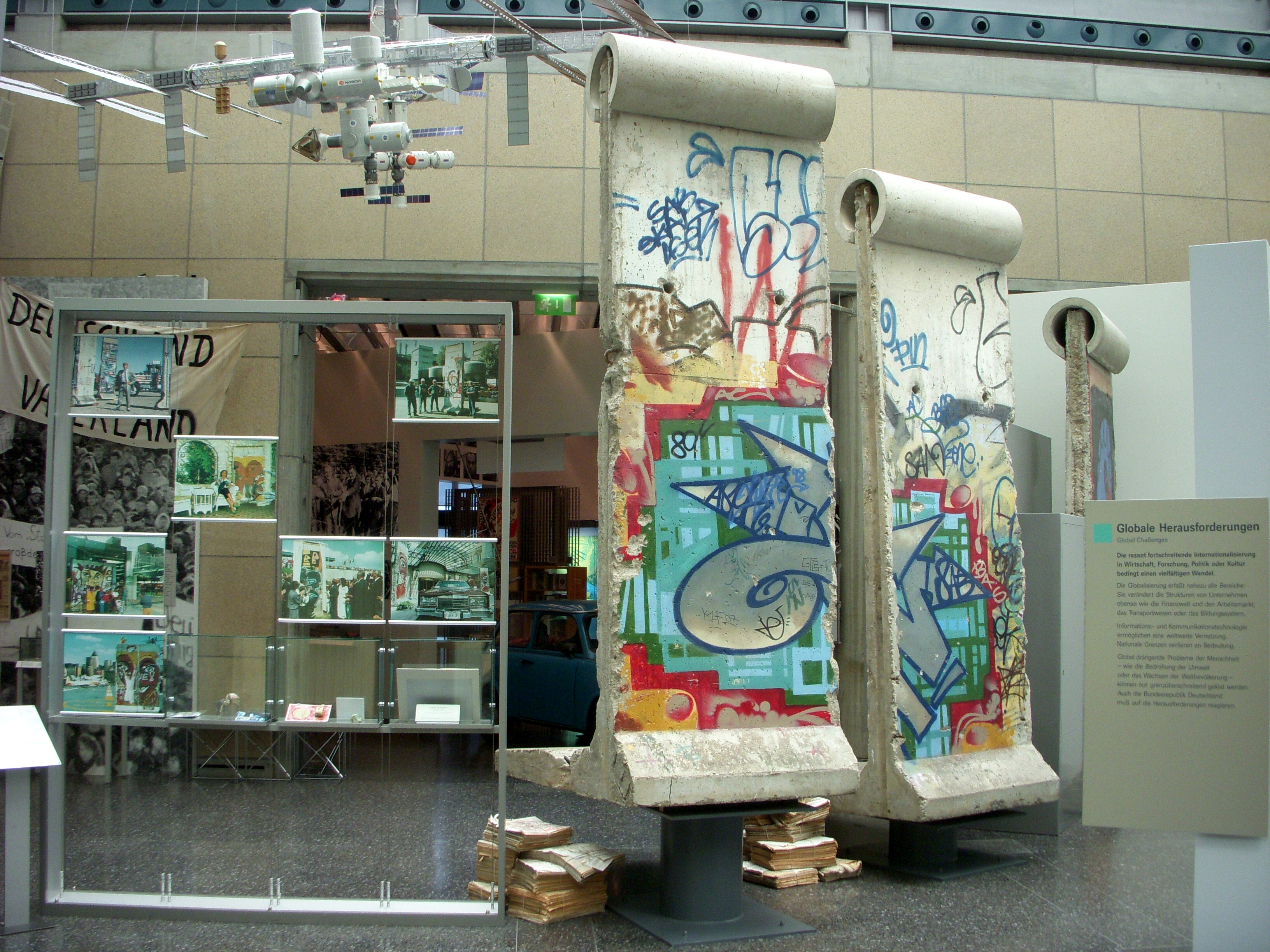
Två segment av Berlinmuren.

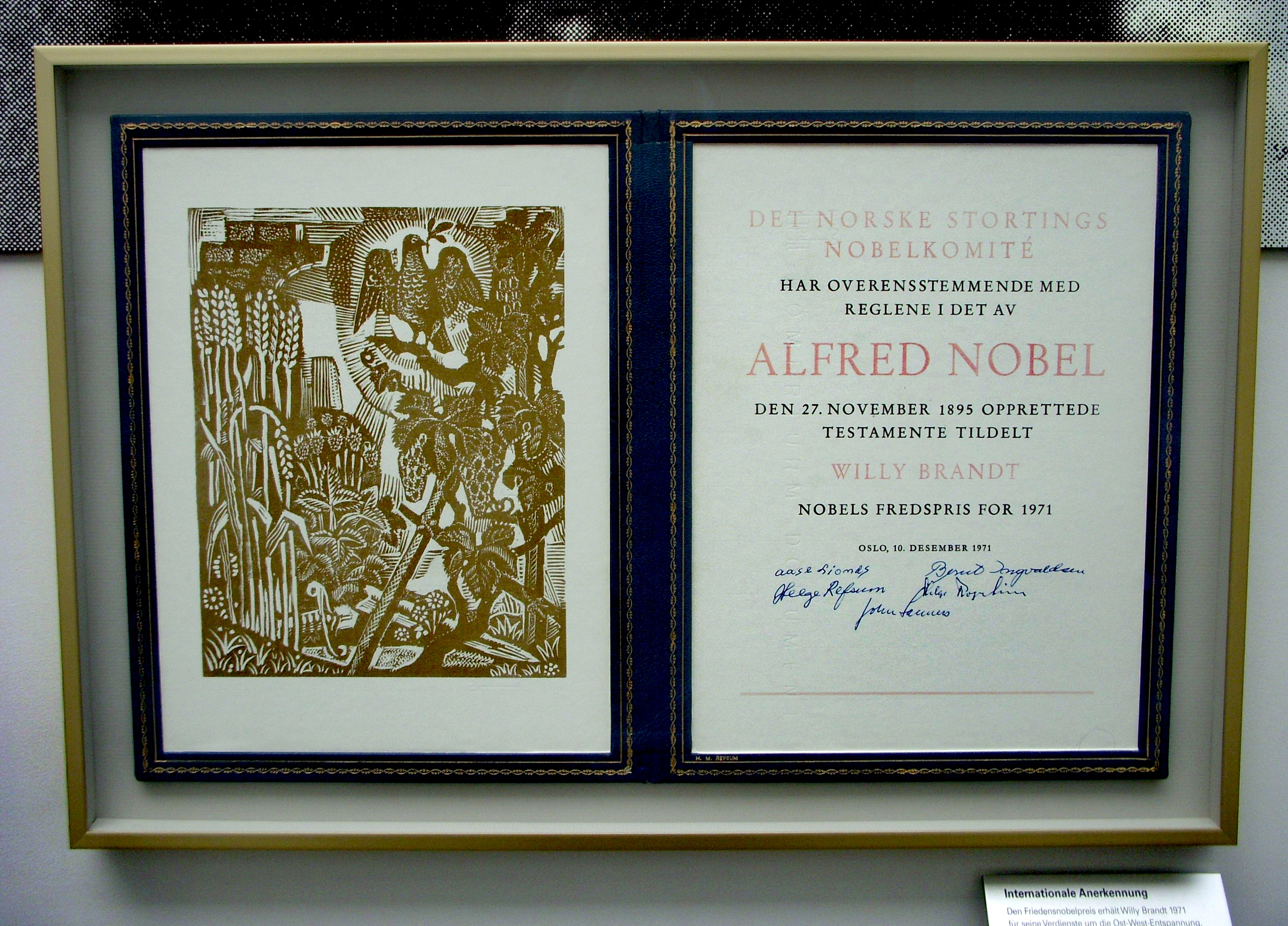
Nobels fredspris 1971 till Willy Brandt.

Museets tillkomst initierades 1982 av dåvarande förbundskanslern Helmuth Kohl, som även var utbildad historiker. Han föreslog att skapa ett museum som skulle belysa Tysklands historia efter andra världskriget, från landets delning 1945 till nutid och med en blick in i framtiden. 1986 började man med uppbyggnaden av en omfattande historisk samling bestående av dokument och tidstypiska föremål. Museet byggdes efter ritningar av arkitektparet Ingeborg och Hartmut Rüdiger och invigdes av Helmuth Kohl den 14 juni 1994. Den permanenta utställningen förfogar över en yta av cirka 4000 m² och för temporära temautställningar finns 650 m². 
Museets permanenta utställning är en illustration över Väst- och Östtysklands efterkrigshistoria. Utställningen är utformad som en rundvandring genom tiden med olika teman, som exempelvis sammanbrottet efter kriget, Berlinblockaden, Tysklands delning, återuppbyggnaden i BRD och DDR, Wirtschaftswunder, fritiden i öst och väst, televisionens början, kalla kriget, Berlinmuren, RAF:s terror och Tysklands återförening. 
I den permanenta utställningen finns bland annat en VW-bubbla från 1950, Konrad Adenauers tjänstebil från 1951 (en svart Mercedes-Benz W186), dessutom en 23,5 meter lång järnvägs-salongsvagn som användes av flera västtyska regeringschefer fram till 1974. I utställningen visas även andra större föremål som delar av inredningen i första plenarsalen i Bonn, en tidningskiosk och en biograf-biljettkassa från 1950-talet samt en DDR-Trabant som användes som flyktbil 1989. 
Bland talrika originaldokument återfinns även Willy Brandts diplom till Nobels fredspris från 1971 samt John F. Kennedys handskrivna notis för det korrekta (tyska) uttalet i samband med hans historiska tal 26 juni 1963 i Berlin. Han skrev: “Ish bin ein Bearleener” (Ich bin ein Berliner).
I museets samlingar finns för närvarande (2008) över 400 000 föremål och dokument, varje månad registreras ytterligare mellan 500 och 1000 nya föremål och dokument. I informationscentret kan allmänheten och forskare välja bland över 200 000 böcker, tidskrifter, tidningar, broschyrer och audiovisuella medier. Museets motto är “Erlebnis Geschichte” (historia som upplevelse).
Under våren 2011 genomfördes en omgestaltning av den permanenta utställningen som bättre illustrerar parallell-utvecklingen i Väst- och Östtyskland efter kriget. Bland annat erinrar en sovjetisk T-34 stridsvagn om folkupproret i Östtyskland 17 juni 1953.

## Bilder från den permanenta utställningen (urval)

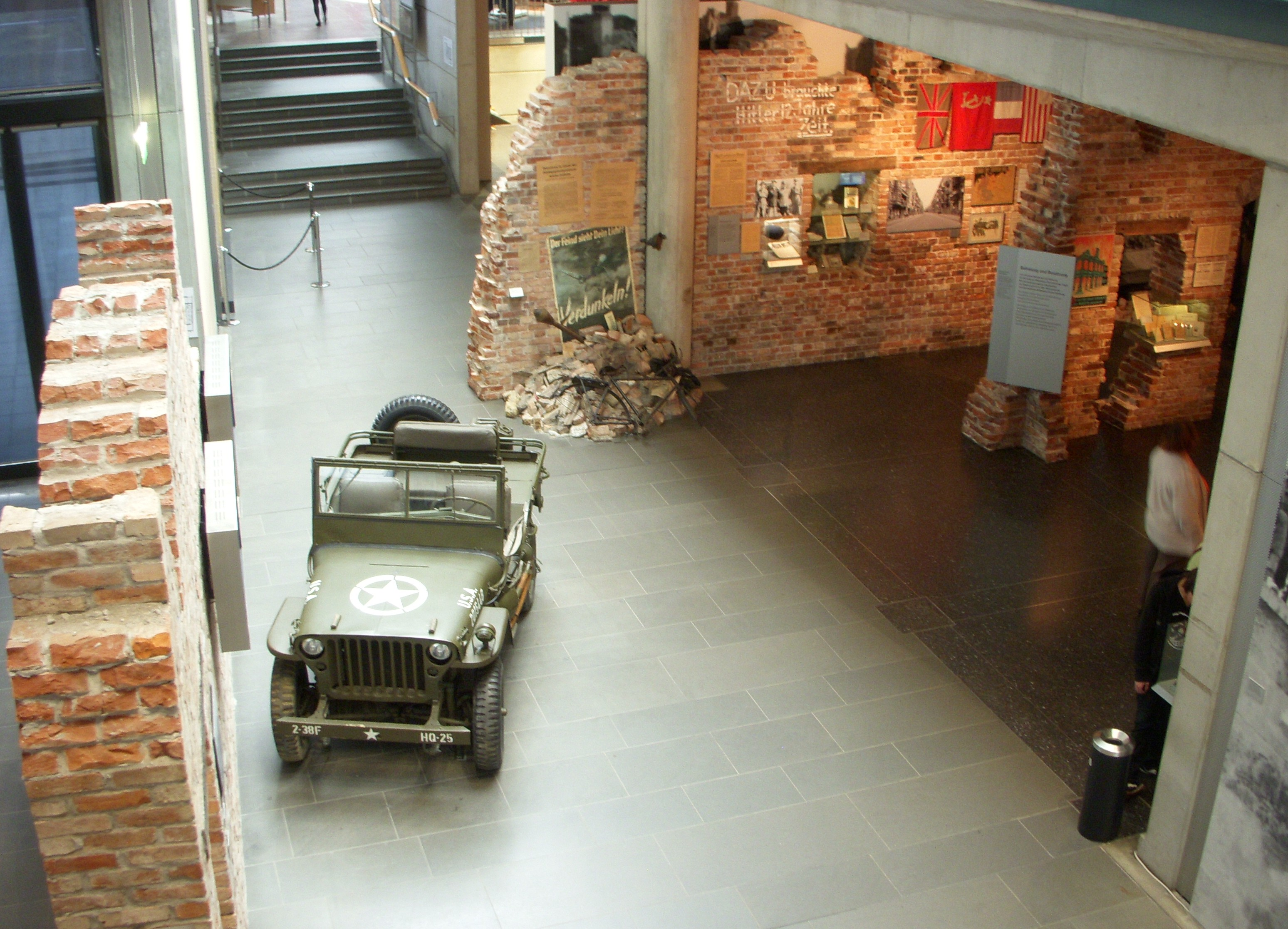
Efterkrigstiden
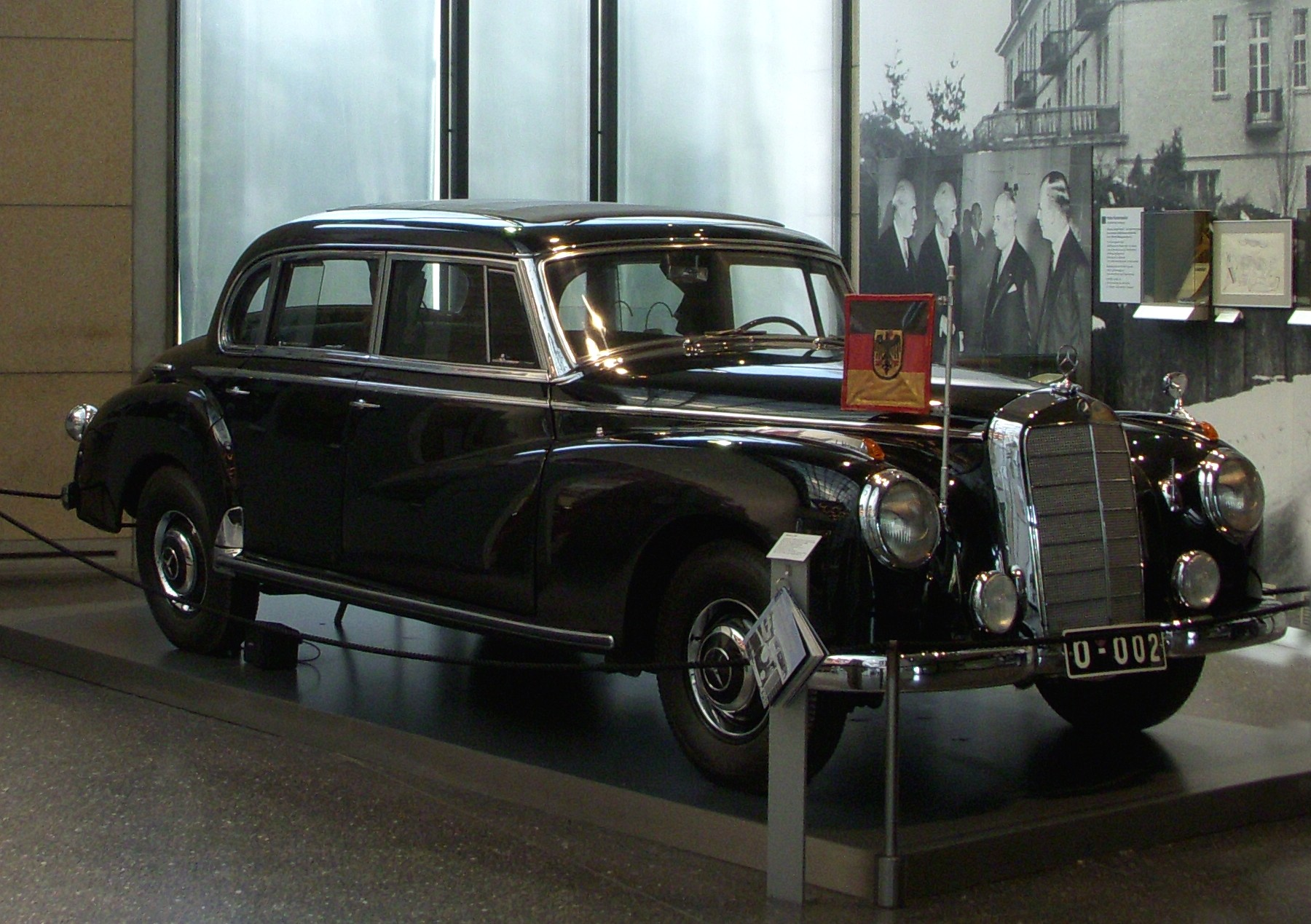
Adenauers tjänste-Mercedes
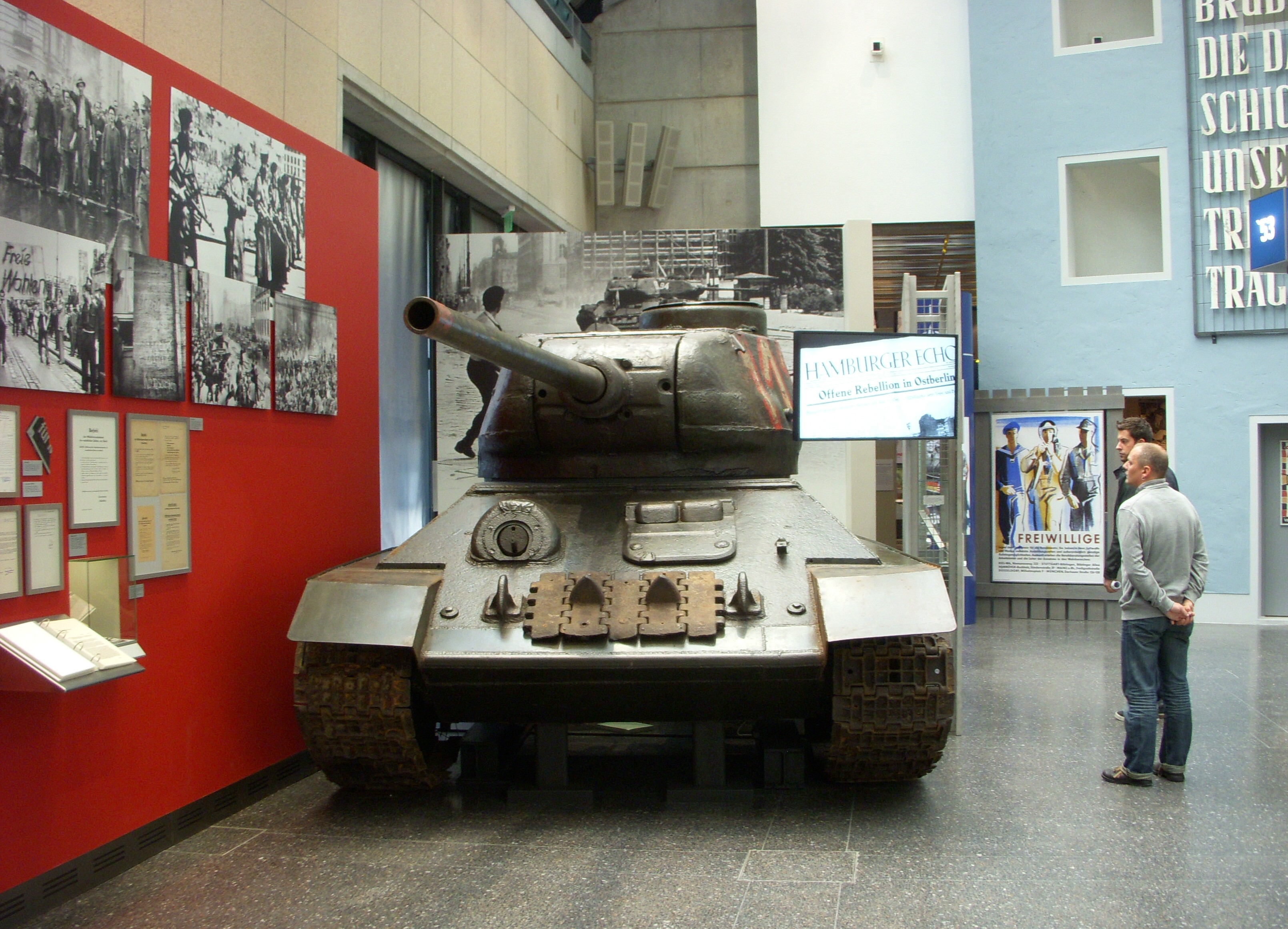
T-34, "17 juni 1953"
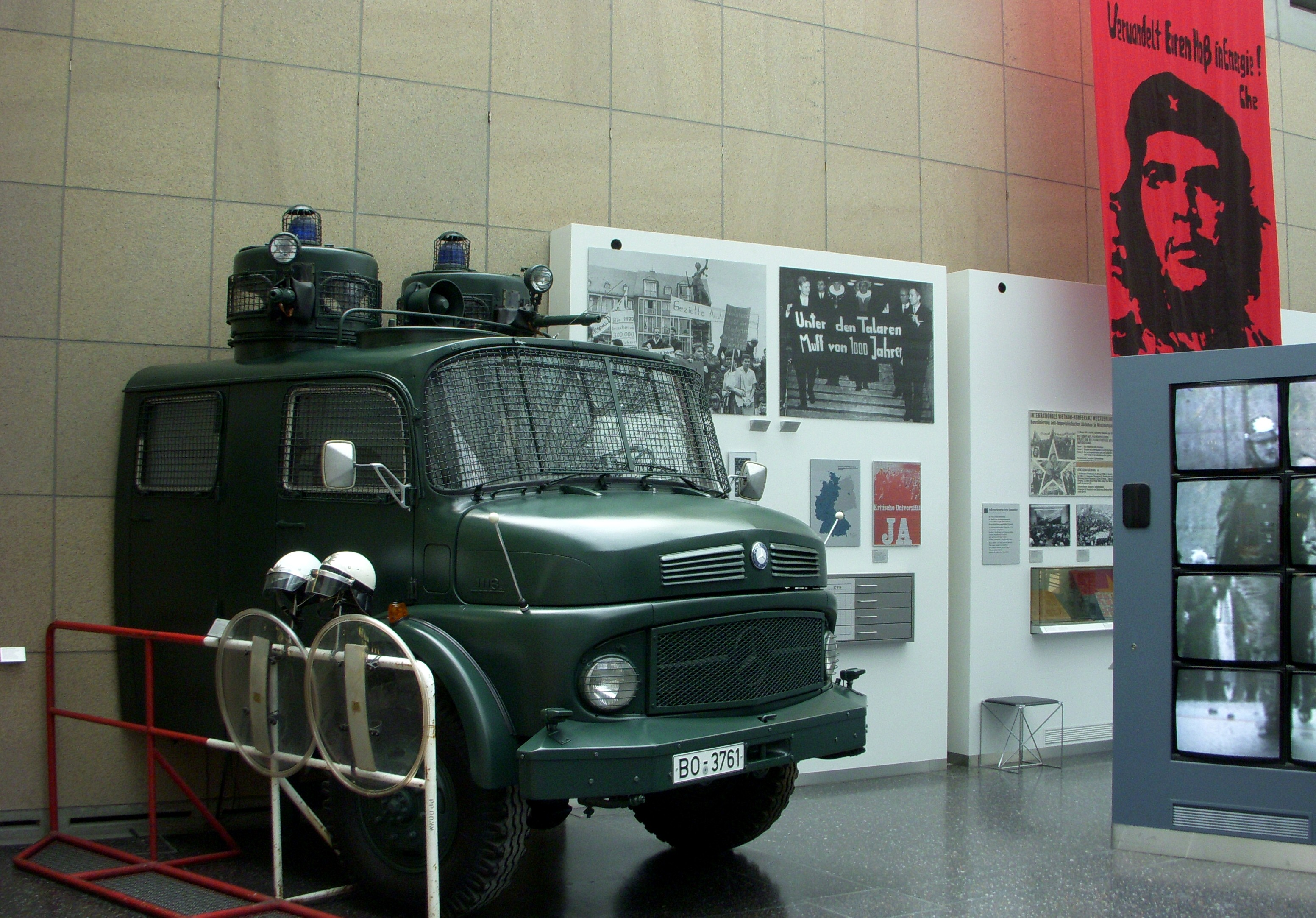
Studentoroligheter